# Englewood (Colorado)
Englewood ist eine amerikanische Stadt im Arapahoe County im US-Bundesstaat Colorado. Sie hat 33.659 Einwohner (Stand 2020). Englewood liegt auf 1637 m Höhe in der Front Range unterhalb der Ostflanke der Rocky Mountains am South Platte River. Die Stadt ist heute ein südwestlicher Vorort von Denver und an das Stadtbahnnetz der Region angeschlossen. Sie wird durch die U.S. Highways US 85 und US 285 an das überregionale Straßennetz angebunden.

## Geschichte
Ursprünglich waren die High Plains östlich der Rocky Mountains von Indianern aus den Völkern der Cheyenne und Arapaho besiedelt. Sie lebten als Vertreter der klassischen Prärie-Indianer von den Bisons, die die Prärien zu Millionen bevölkerten.
Die ersten Weißen in der Region waren die Teilnehmer der Pike-Expedition, die 1806/07 die im Louisiana Purchase erworbenen Regionen erkundeten und um den Jahreswechsel den South Platte River erreichten und an ihm entlang zogen. Erst in den 1850er Jahren wurde die Region bedeutender. Einige Goldsucher, die auf dem California Trail auf dem Weg zum Kalifornischen Goldrausch waren, erkundeten unterwegs die erste Bergkette der Rocky Mountains. 1858 fanden William Green Russell und 12 Kollegen Gold am Little Dry Creek und gründeten ein Goldgräber-Camp an der Mündung des Bachs in den South Platte River im heutigen Stadtgebiet von Englewood. Sie waren erfolgreich und der Pikes Peak Goldrausch begann.
1864 meldeten Thomas und Mary Skerritt einen Anspruch auf ein Siedlungsgrundstück nach dem Homestead Act an, das einen großen Teil der heutigen Stadt umfasste. In den folgenden Jahren kamen weitere Siedler, die Grundstücke wurden geteilt, verkauft, wieder geteilt und bis etwa 1880 waren drei Siedlungskerne Petersburg, Cherrelyn und Orchard Place, sowie mehrere Streusiedlungen entstanden. Die landwirtschaftliche Basis stellten vorwiegend Obstplantagen dar, die die wesentlich schneller und größer gewachsene Stadt Denver versorgten. Thomas Skerritt selbst baute die erste direkte Straße dorthin aus, die wegen ihrer Breite den Namen Broadway bekam und bis heute trägt. 1890 wurde die Region an das Eisenbahnnetz angeschlossen.
1903 beschlossen die Siedlungen sich zusammenzuschließen und eine Verwaltungseinheit mit politischer Selbstverwaltung zu gründen. Sie bekam den Namen Englewood wegen des hohen Waldanteils, der das Gebiet von der umliegenden Prärie und den Halbwüsten unterschied. Schon seit 1892 gab es eine Schule, in den nächsten Jahren folgten ein Krankenhaus, mehrere Theater und eine Straßenbahn.
Es siedelten sich Industriebetriebe an, darunter 1923 Alexander Industries, ein kleiner Hersteller von Flugzeugen, und 1924 General Iron Works, deren Stahlwerk bis zum Niedergang der Stahlindustrie in Colorado und der Schließung 1985 der wichtigste Arbeitgeber der Stadt war.

### Englewood heute
Die Stadt hat heute eine sehr kleinteilige Wirtschaftsstruktur. Sie hat mehr Arbeitsplätze und Unternehmen pro Flächeneinheit als alle anderen Orte der Rocky-Mountains-Region von Colorado, dabei bleibt sie im Durchschnittseinkommen deutlich hinter dem Durchschnitt der Metropolregion Denver zurück.
Das Stadtgebiet ist nahezu vollständig bebaut und von weiteren dicht bebauten Siedlungen umgeben, Grünflächen gibt es in Form von Stadtparks, die in den 1960er und 70er Jahren mit Fördermitteln des Bundes angelegt wurden. Zentrale Funktionen für die Region nehmen mehrere Krankenhäuser in Englewood wahr. Außerdem befindet sich hier der Hauptsitz des weltweit tätigen Telekommunikationsunternehmen Liberty Global. Auch der in den USA bedeutende Satelliten-TV-Anbieter Dish Network und sein technischer Dienstleister EchoStar haben ihren Sitz in der Stadt.

## Partnerstädte
Die Stadt unterhält seit 2007 eine Städtepartnerschaft mit Belm in Niedersachsen.

## Söhne und Töchter Englewoods
- Minor J. Coon (1921–2018), Biochemiker
- David Eugene Edwards (* 1968), Musiker und Sänger
- Jordan Angeli (* 1986), Fußballspielerin
- Daniel Summerhill (* 1989), Radrennfahrer
- Logan Miller (* 1992), Schauspieler
- Katlin Mastandrea (* 1995), Schauspielerin und Regisseurin
- Callan Foote (* 1998), Eishockeyspieler
- Nolan Foote (* 2000), Eishockeyspieler
- Nina de Gramont, Schriftstellerin